# Ro4938581
L'Ro4938581 è uno psicofarmaco appartenente alla categoria delle benzodiazepine inventato nel 2009 dalla casa farmaceutica Hoffmann-La Roche, che agisce come un sottotipo-selettivo agonista del recettore GABA A α5. Non produce effetti convulsivi o ansiogeni negli studi sugli animali, il che lo rende un potenziale nootropico. Ro4938581 è un derivato correlato del basmisanil (RG-1662, RO5186582) ed è stato successivamente testato per alleviare la disfunzione cognitiva nella sindrome di Down.